# Yucatánhalvön

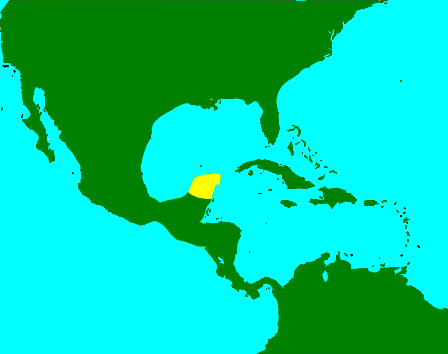
Yucatánhalvön.

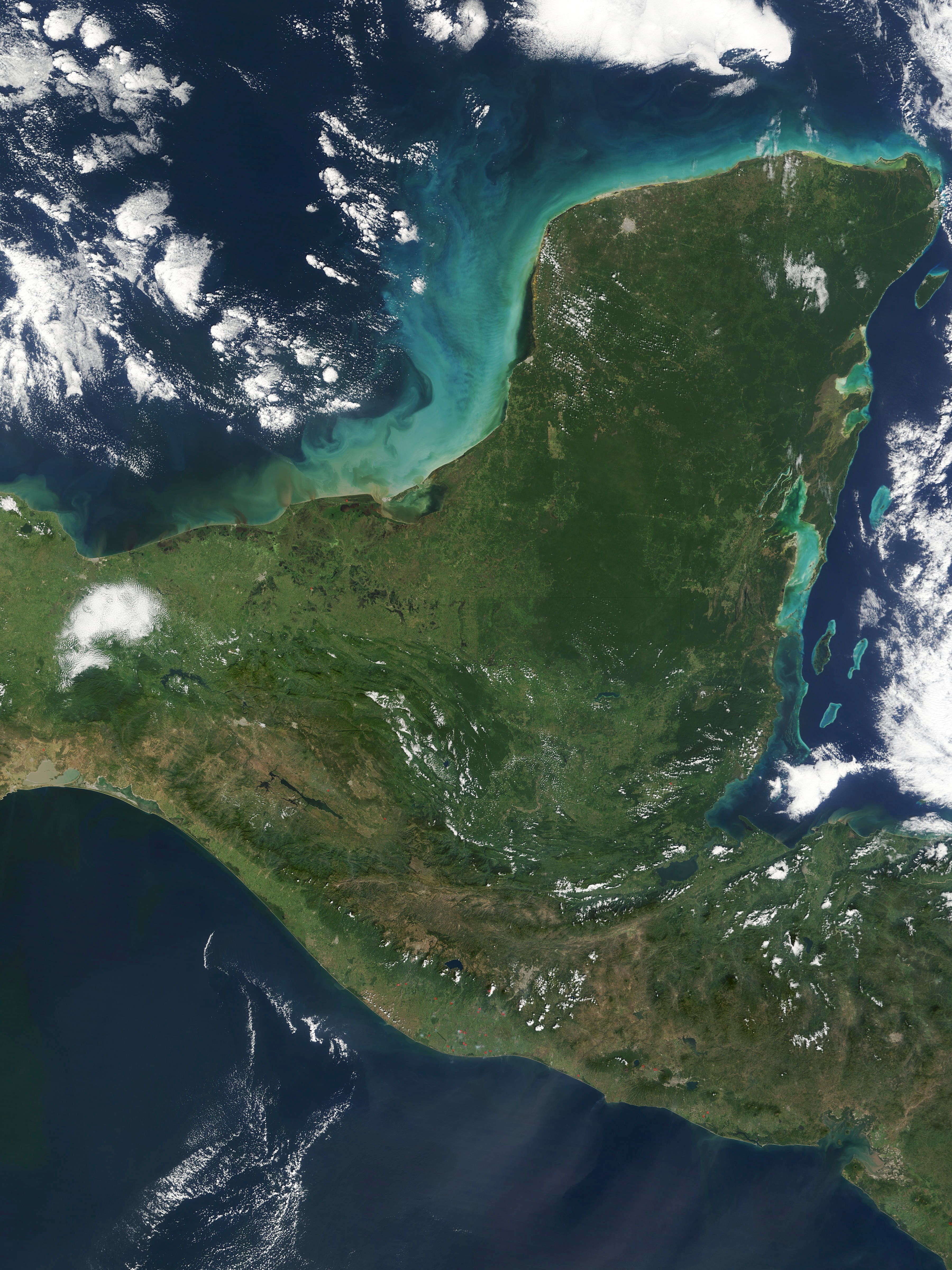
Satellitbild över Yucatánhalvön.

Yucatánhalvön (spanska: Península de Yucatán), ofta endast Yucatán, är en halvö som skjuter ut från östra mexikanska fastlandet och skiljer Karibiska havet från Mexikanska golfen. Den är cirka 200 000 kvadratkilometer stor (Norrland, som jämförelse, är ca 260 000 km²).
Halvön utgör dels flera mexikanska delstater (Campeche, Quintana Roo och Yucatán), dels hela Belize och norra delen av Guatemala (området kallas också El Peten). I väster gränsar Yucatán till delstaterna Chiapas och Tabasco.
Yucatán består av en stor flack kalkstensplatå och nederbörden är cirka 500 mm i norr och 1 200 mm i söder. I området spelar jordbruket, oljeutvinningen samt turismen en viktig roll. Den mest populära turistorten är Cancún medan den största staden är Mérida. 
Yucatán brukar ofta drabbas hårt av tropiska stormar och orkaner. Yucatán var en av de platser som drabbades av Orkanen Mitch 1998 som dödade uppskattningsvis mellan 11 000 och 18 000 människor.

## Historia
Enligt den numera allmänt vedertagna hypotesen som lades fram av Luis Alvarez och hans son Walter Alvarez var Yucatánhalvön platsen för det stora meteoritnedslag som ledde till att dinosaurierna dog ut för omkring 65 miljoner år sedan. Chicxulubkratern som bildades efter nedslaget finns begravd under halvön.
Yucatánhalvön utgjorde en stor del av Mayakulturens kärnområde. Fortfarande talas här flera mayaspråk, framför allt yukatek.
Åren 1841–1848 var Yucatánhalvön en självständig republik.